# Élections législatives ouzbèkes de 2024
Les élections législatives ouzbèkes de 2024 ont lieu le 27 octobre 2024 afin de renouveler la Chambre législative (Qonunchilik palatasi) de l'Ouzbékistan. Des élections régionales et municipales sont organisés en même temps que le premier tour.
Organisé dans un régime autoritaire, le scrutin voit s'opposer des partis tous acquis au gouvernement du président Shavkat Mirziyoyev.

## Contexte

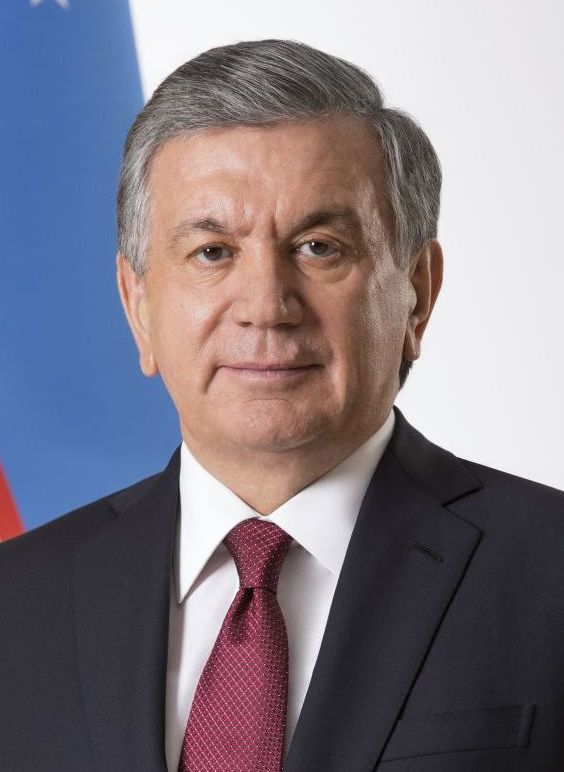
Shavkat Mirziyoyev.

Shavkat Mirziyoyev est élu président de la République le 4 décembre 2016 après la mort d'Islam Karimov. Le nouveau président engage des réformes inédites dans le pays, procédant à une ouverture économique, politique et religieuse visant à redorer son image à l'international, dont notamment l'ouverture des frontières et la libération de prisonniers politiques, malgré le maintien d'un système judiciaire autoritaire et de violations des droits humains,.
Mirziyoyev maintient ainsi un régime autoritaire non démocratique où l'ensemble des opposants reconnus sont des candidats fantoches,,. La liberté d'information des médias en matière de politique est sévèrement restreinte, et le pouvoir en place a largement recours à des procédés de fraude électorale tels que le bourrage d'urnes et les faux votes par procuration.
Les élections législatives de 2019 n'apportent que peu de changement dans la composition de la chambre législative. Les cinq partis autorisés à concourir, tous considérés comme acquis au pouvoir en place, n'observent que de légères variations du nombre de leurs députés. Le Premier ministre Abdulla Oripov, du Parti libéral-démocrate (O’zLiDeP) au pouvoir est par conséquent reconduit.
Le mandat du président de la république d'Ouzbékistan est alors de cinq ans, renouvelable une seule fois de manière consécutive. Après ces deux mandats consécutifs, Mirziyoyev doit théoriquement quitter le pouvoir en 2026,. Il entreprend cependant une révision de la constitution par référendum en avril 2023. Le processus de révision est fortement retardé par l'éclatement début juillet 2022 de manifestations de grande ampleur au Karakalpakstan, dont l'autonomie est remise en cause par le texte initial. Bien que rapidement réprimé, le soulèvement populaire force le gouvernement à abandonner la révision des articles concernant cette république autonome. Si la nouvelle constitution renforce considérablement les principes liés à l'État de droit, elle permet surtout à Mirziyoyev d'étendre à sept ans la durée du mandat présidentiel et à lui permettre de contourner la limite à deux mandats,,. Le résultat intervient sans surprises, la campagne référendaire ayant eu lieu via des médias intégralement sous contrôle du gouvernement, avec la mobilisation de stars locales du cinéma ou du sport ainsi que de la plupart des fonctionnaires. Le pouvoir obtient ainsi le « soutien massif » espéré envers ses réformes pour légitimer la poursuite de son régime autoritaire sous la façade d'un « Nouvel Ouzbékistan ». Autorisé à rester au pouvoir jusqu'en 2040, Shavkat Mirziyoyev sort grand bénéficiaire de la consultation populaire,. Le 9 juillet 2023, il est réélu dès le premier tour d'une élection présidentielle anticipée avec 87 % des voix face à des candidats nommés par des partis affiliés au pouvoir. La réforme constitutionnelle de 2023 fixe la date des élections législatives au dernier samedi du mois d'octobre de la dernière année de la législature, soit le 27 octobre 2024.

## Système électoral
La chambre législative est la chambre basse du parlement bicaméral de l'Ouzbékistan. Elle est composée de 150 sièges pourvus pour cinq ans par un système électoral mixte. La moitié des sièges sont ainsi pourvus au scrutin proportionnel plurinominal avec un seuil électoral de 7 %, et l'autre moitié au scrutin uninominal majoritaire à un tour dans autant de circonscription électorale. Les listes proposées par les partis doivent comporter au moins 40 % de femmes. Pour valider l'élection, la participation dans la circonscription concernée doit franchir le quorum d'un tiers des inscrits sur les listes électorales.
Jusqu'en 2009, le parlement était uniquement composé d'élus indépendants, les partis n'étant pas autorisés. Depuis, quatre partis créé par le pouvoir et dépendants de lui sont officiellement reconnus et peuvent concourir aux élections : le Parti libéral-démocrate, le Parti démocrate de la renaissance nationale d'Ouzbékistan, le Parti démocratique populaire et le Parti social-démocrate de la justice, auxquels s'ajoute le Parti écologiste d'Ouzbékistan, qui ne participe pas directement aux scrutins. Ces partis forment ainsi un multipartisme de façade, aucun réel parti d'opposition n'étant reconnu. Depuis un amendement de 2008, le Parti écologiste d'Ouzbékistan s'ajoutait à ces quatre partis en occupant de droit 15 sièges au parlement. Cette disposition est cependant supprimée en 2019.

## Résultats
|                           |                                                           |                 |                 |                 |                  |                  |                  |       |               |  |
| Partis                    | Partis                                                    | Proportionnelle | Proportionnelle | Proportionnelle | Circonscriptions | Circonscriptions | Circonscriptions | Total | +/-           |  |
| Partis                    | Partis                                                    | Voix            | %               | Sièges          | Voix             | %                | Sièges           | Total | +/-           |  |
|                           | Parti libéral-démocrate d'Ouzbékistan                     | 5 194 041       | 34,75           | 26              |                  |                  | 38               | 64    | 11            |  |
|                           | Parti démocrate de la renaissance nationale d'Ouzbékistan | 2 812 493       | 18,82           | 14              |                  |                  | 15               | 29    | 7             |  |
|                           | Parti démocratique populaire d'Ouzbékistan                | 2 558 016       | 17,11           | 13              |                  |                  | 7                | 20    | 2             |  |
|                           | Parti social-démocrate de la justice                      | 2 420 857       | 16,20           | 12              |                  |                  | 9                | 21    | 3             |  |
|                           | Parti écologiste d'Ouzbékistan                            | 1 960 764       | 13,12           | 10              |                  |                  | 6                | 16    | 1             |  |
|                           |                                                           |                 |                 |                 |                  |                  |                  |       |               |  |
| Votes valides             | Votes valides                                             | 14 946 171      | 99,52           |                 |                  |                  |                  |       |               |  |
| Votes blancs et invalides | Votes blancs et invalides                                 | 72 327          | 0,48            |                 |                  |                  |                  |       |               |  |
| Total                     | Total                                                     | 15 018 498      | 100             | 75              |                  | 100              | 75               | 150   | en stagnation |  |
| Abstentions               | Abstentions                                               | 5 091 992       | 25,32           |                 |                  |                  |                  |       |               |  |
| Inscrits / participation  | Inscrits / participation                                  | 20 110 490      | 74,68           |                 |                  |                  |                  |       |               |  |